# Río Paredones (Figueroa)
El río Paredones es un curso natural de agua que nace en la cordillera de los Andes de la Región de Atacama, fluye con dirección general SO y desemboca en la margen oriental del río Figueroa (Jorquera).

## Historia
Luis Risopatrón lo describe en su Diccionario jeográfico de Chile (1924):: 334 
Paredones (Río). Es mui vegoso, corre en una quebrada en que se encuentran conglomerados i areniscas abajo i rocas negras euríticas arriba, las que alternan con conglomerados rojos; afluye del E a la marjen E del curso inferior del río Figueroa.